# Schwytz
Pour les articles homonymes, voir Schwytz (homonymie).
Schwytz (Schwyz en allemand) est une commune suisse, chef-lieu du canton de Schwytz, qui a donné son nom à ce dernier.

## Géographie

### Situation

Photo aérienne (1963)

La commune de Schwytz s'étend sur 53,25 km2. Lors du relevé de 2013-2018, les surfaces d'habitations et d'infrastructures représentaient 10,1 % de sa superficie, les surfaces agricoles 46,6 %, les surfaces boisées 37,5 % et les surfaces improductives 5,6 %.
Schwytz se situe à 516 mètres d’altitude (place principale), au pied des deux Mythen (Grand-Mythen, 1 899 m et Petit-Mythen, 1 811 m), entre le lac de Lauerz et le lac des Quatre-Cantons.
La commune de Schwytz comprend les localités de Schwytz, Rickenbach, Ibach et Seewen. Elle est située dans le district de Schwytz. Contrairement à la bourgade Schwytz, les autres localités sont appelées filiales.

### Transports
- Ligne ferroviaire CFF Lucerne-Gotthard-Bellinzone, à 36 km de Lucerne et à 134 km de Bellinzone
- Autoroute A4 Schaffhouse-Brunnen, sortie 39, Schwytz

## Toponymie
Le terme de Schwytz serait apparu en 972, pour désigner du nom de suittes les populations vivant dans la région ; ce nom viendrait du vieux haut-allemand suedan signifiant « brûler », rappelant ainsi que les habitants défrichaient les forêts avoisinantes en les brûlant afin de construire ou de cultiver les terrains. Le chef-lieu de la commune et du canton est appelé Flecken Schwytz ce qui veut dire « bourgade de Schwytz », car Schwytz n'avait pas le droit de ville.

## Histoire
Le premier document faisant mention du village date de 972. Cependant, une église mérovingienne existait déjà à cet endroit au VIIIe siècle. Des tombes alamanes encore plus anciennes ont également été mises au jour.
Les familles aristocratiques von Weber, ab Yberg, Ceberg et von Reding ont laissé une empreinte.
En 1800, la bataille de Schwytz voit la victoire des troupes françaises sur celle des Austro-Russes.

## Démographie

### Population
Schwytz compte 16 181 habitants fin 2023. Sa densité de population atteint 304 hab./km2.
Le graphique suivant illustre l'évolution de la population de Schwytz entre 1850 et 2008 :

### Pyramide des âges
En 2023, le taux de personnes de moins de 30 ans s'élève à 31,3 %, au-dessus de la valeur cantonale (29,7 %). Le taux de personnes de plus de 60 ans est quant à lui de 26,9 %, alors qu'il est de 26,9 % au niveau cantonal.
La même année, la commune compte 8 188 hommes pour 7 993 femmes, soit un taux de 50,6 % d'hommes, inférieur à celui du canton (51,3 %).
| Hommes | Classe d’âge | Femmes |
| ------ | ------------ | ------ |
| 0,8    | 90 ans ou +  | 1,3    |
| 7,4    | 75 à 89 ans  | 9,4    |
| 17,0   | 60 à 74 ans  | 17,8   |
| 21,0   | 45 à 59 ans  | 21,2   |
| 21,6   | 30 à 44 ans  | 20,1   |
| 17,8   | 15 à 29 ans  | 17,3   |
| 14,5   | - de 14 ans  | 12,9   |

| Hommes | Classe d’âge | Femmes |
| ------ | ------------ | ------ |
| 0,6    | 90 ans ou +  | 1,2    |
| 7,4    | 75 à 89 ans  | 8,8    |
| 17,9   | 60 à 74 ans  | 17,8   |
| 23,2   | 45 à 59 ans  | 22,3   |
| 20,9   | 30 à 44 ans  | 20,6   |
| 15,6   | 15 à 29 ans  | 14,9   |
| 14,4   | - de 14 ans  | 14,4   |

## Industrie
- La fabrique de couteau suisse Victorinox est implantée à Ibach.

## Culture et patrimoine

### Héraldique
| Blason | Blasonnement : De gueules à la croisette d'argent au canton senestre du chef. |

### Musées
- On trouve à Schwytz les premières archives de la Confédération ainsi que le pacte de 1291
- Forum de l'histoire suisse

### Monuments et curiosités
- Pacte fédéral[8] ;

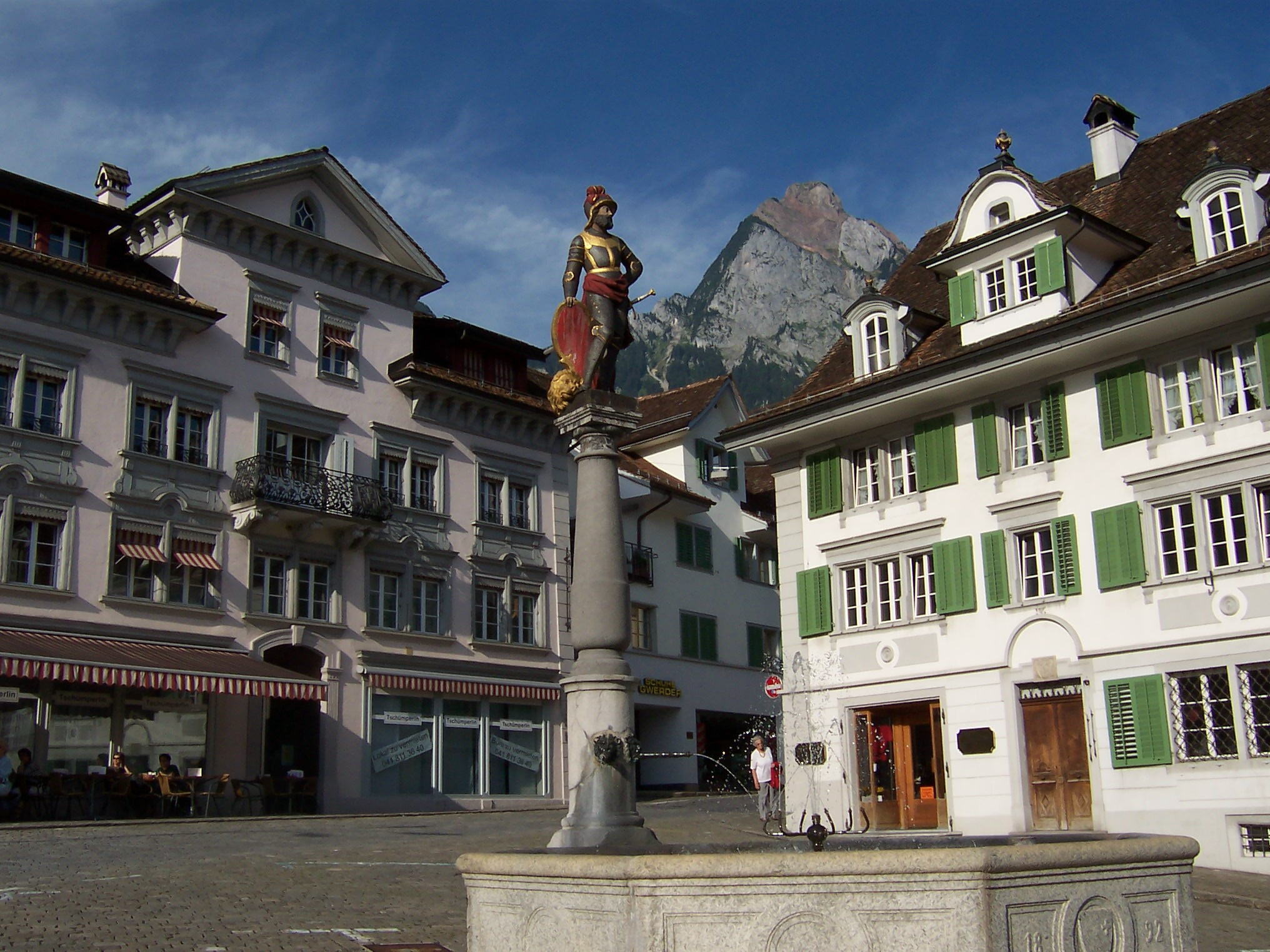
Place principale de Schwytz, place baroque datant du XVe siècle

- La place principale, l’une des plus belles places baroques de Suisse ;
- L'église Saint-Martin ;
- Le Kerchel (ossuaire) ;
- La chapelle Büeler ;
- Le prieuré im Loo ;
- Le couvent des Capucins ;
- Le couvent des Dominicaines ;
- L'hôtel de ville ;
- La maison Reding.

### Personnalités
- Oscar Camenzind (1971-), coureur cycliste
- Graziella Contratto (1966-), chef d'orchestre
- Alois Fuchs (1794-1855), prêtre
- Monika Hutter (1949-2001), personnalité politique
- Corinne Imlig (1979-), skieuse
- Xavier Koller (1944-), cinéaste
- Martin Marty (1834-1896), prélat et missionnaire suisse aux États-Unis
- Charles Christophe Reding de Biberegg (1760-1817), général servant dans les armées du 1er Empire.
- Alois von Reding (1765-1818), militaire et homme politique
- Corinne Suter (1994-), skieuse alpine
- Marco Truttmann (1985-), joueur professionnel de hockey sur glace au HC Bienne.

### Articles liés
- Canton de Schwytz
- District de Schwytz
- Communes du canton de Schwytz